# 鹿児島県立武岡台特別支援学校
鹿児島県立武岡台特別支援学校（かごしまけんりつ たけおかだいとくべつしえんがっこう 英語: Special Needs School of Takeokadai）は、鹿児島県鹿児島市小野町にある県立特別支援学校。九州内の特別支援学校においては最も生徒数が多い。

## 概要
生徒数は小中高等部合わせて359人 であり、九州内の特別支援学校では最も生徒数が多い。設置学部は小学部（小学校に相当）、中学部（中学校に相当）、高等部（高等学校普通科に相当）と訪問学級が設置されている。

## 沿革

### 経緯
鹿児島県立武岡養護学校は、それまでその地域に障害者公共教育施設がなかったことを受けて、武岡台養護学校として鴨池小学校内に仮校舎として設立されその後、現在地に移転した。

### 年表
- 1978年（昭和53年）4月 - 新設養護学校設立準備委員会設置。
- 1979年（昭和54年）1月 - 鹿児島県立武岡台養護学校設置（小・中学部）
- 1979年（昭和54年）4月 - 鹿児島県立武岡台養護学校 鴨池小学校内に開校。
- 1980年（昭和55年）4月 - 高等部設置。校舎を現在地に移転。
- 1981年（昭和56年）10月 - 常陸宮正仁親王・同妃華子夫妻視察。
- 2023年（令和5年）4月 - 校名を武岡台養護学校から武岡台特別支援学校へ変更[3]

## 交通
- 南国交通武岡台高校前バス停より徒歩1分未満 (100m)